# Luiz Bueno
Luiz Bueno est un ancien pilote automobile brésilien né le 16 janvier 1937 à São Paulo et mort d'un cancer le 8 février 2011 à Atibaia. Il a notamment participé à une épreuve de championnat du monde de Formule 1, le Grand Prix automobile du Brésil 1973 au sein de l'écurie Surtees Racing Organisation. Qualifié en fond de grille, il se classe douzième de son Grand Prix national.

## Biographie
Il débute en compétition automobile au début des années 1960 (deuxième des 500 kilomètres de Recife en 1963 notamment).
Luis Bueno est le principal adversaire d'Emerson Fittipaldi en Formule Ford brésilienne. Cependant, si Fittipaldi réussit à émigrer en Europe pour lancer sa carrière internationale en Formule 1, Bueno dispute plusieurs championnats locaux dans diverses formules de promotion. En 1971, il remporte le titre de champion du Brésil de Sport-prototypes et, à la fin de l'année, décroche un volant en Formule 2 chez March Engineering. Sa première course, à Porto Alegre, se solde par un abandon précoce. Il prend un nouveau départ en Formule 2 à Cordoba où il se classe cinquième.
En 1972, Luis Bueno loue une March 711 et s'engage au Grand Prix du Brésil, compétition hors-championnat du monde. Quatorze pilotes sont engagés et onze prennent le départ. Bueno se classe sixième et dernier de l'épreuve, à deux tours du vainqueur Carlos Reutemann. À la fin de l'année, il est sacré champion du Brésil en Sports Prototypes, pour la seconde fois consécutive. Par manque de budget, il ne peut, comme l'année précédente, s'inscrire à la saison brésilienne de Formule 2.
En 1973, à l'occasion du Grand Prix du Brésil, qui est cette fois inscrit au calendrier du championnat du monde, il décroche une pige au sein de l'écurie Surtees Racing Organisation qui lui confie une TS9B de la saison précédente. Qualifié en dernière position à douze secondes du poleman Ronnie Peterson, Luis achève également la course en douzième et dernière position, à quatre tours du vainqueur Emerson Fittipaldi.

## Résultats en championnat du monde de Formule 1
| Saison | Écurie       | Châssis | Moteur           | Pneus     | GP disputé | Qualification | Résultat | Points inscrits | Classement |
| ------ | ------------ | ------- | ---------------- | --------- | ---------- | ------------- | -------- | --------------- | ---------- |
| 1973   | Team Surtees | TS9B    | Ford Cosworth V8 | Firestone | Brésil     | 20e           | 12e      | 0               | n.c.       |

## Victoires Sport notables[4]
- 12 Heures de Brasília 1964, avec  Fittipaldi et Clemente sur Willys;
- 500 kilomètres d'Interlagos 1966, sur Alpine A110;
- 3 Horas Velocidade 1966, sur Alpine A110 (Interlagos);
- Mil Milhas Brasileiras 1967, avec Luiz Terra Smith sur Bino Interlagos Mark I;
- 12 Heures d'Interlagos 1970, avec Duarte sur Bino Interlagos Mark II;
- 500 kilomètres d'Interlagos 1970, sur Bino Interlagos Mark II (2e en 1973);
- 3 victoires Sud-Am en 1971 (San Juan, Sao Paulo et Interlagos), sur Porsche 908.